# فيسنتي فياليو
فيسنتي فياليو (27 يناير 1938 - 12 يوليو 2022) مهندس وسياسي برازيلي. كان عضوًا في حزب الجبهة الليبرالية، وشغل منصب رئيس بلدية فورتاليزا من عام 1971 إلى 1975، وعمل في مجلس النواب من عام 1991 إلى عام 1995.
توفي فياليو بسبب كوفيد 19 في فورتاليزا في 12 يوليو 2022، عن عمر يناهز 84 عامًا.